# Ronald Howard (attore)
Ronald Howard (South Norwood, 7 aprile 1918 – Bridport, 19 dicembre 1996) è stato un attore e scrittore britannico.

## Biografia
Ronald Howard nacque a South Norwood, Londra, dal matrimonio dell'attore Leslie Howard con Ruth Evelyn Martin. Dopo gli studi al Jesus College di Cambridge, lavorò dapprima come giornalista e quindi come attore.
Ebbe un primo piccolo ruolo ne La Primula Smith (1941), film diretto da suo padre, ma la sua parte fu completamente tagliata in fase di montaggio. Nei primi anni quaranta lavorò nei teatri di provincia, quindi a Londra e finalmente nel cinema. Il suo debutto ufficiale fu in While the Sun Shines nel 1947, cui seguirono ruoli diversi in vari film di successo, come La donna di picche (1949) e Addio Mr. Harris (1951). Nel 1950 interpretò inoltre la parte di Will Scarlet nel classico televisivo della BBC The Adventures of Robin Hood.
Il ruolo che gli diede maggiore notorietà fu quello di Sherlock Holmes nella omonima serie televisiva americana del 1954, basata sui racconti di Arthur Conan Doyle. La serie di 39 episodi vide come coprotagonista Howard Marion-Crawford nel ruolo del dottor Watson.
Ronald Howard continuò ad interpretare film negli anni Cinquanta e Sessanta, principalmente produzioni minori inglesi, oltre a partecipare a varie trasmissioni televisive in Gran Bretagna e negli Stati Uniti. Lasciò la recitazione a metà degli anni Settanta.
Nel 1982 pubblicò un libro biografico, In Search of My Father, sulla carriera e sulla morte misteriosa di suo padre Leslie, scomparso il 1º giugno 1943 quando l'aereo sul quale viaggiava fu abbattuto dall'aviazione tedesca sul golfo di Biscaglia.

## Filmografia parziale

### Cinema
- Vigilia di nozze (Bond Street), regia di Gordon Parry (1948)
- La famiglia Dakers (My Brother Jonathan), regia di Harold French (1948)
- La donna di picche (The Queen of Spades), regia di Thorold Dickinson (1949)
- I mariti di Lady Clara (Portrait of Clare), regia di Lance Comfort (1950)
- Addio Mr. Harris (The Browning Version), regia di Anthony Asquith (1951)
- Drango, regia di Hall Bartlett e Jules Bricken (1957)
- L'affare Dreyfus (I Accuse!), regia di José Ferrer (1958)
- 24 ore a Scotland Yard (Gideon's Day), regia di John Ford (1958)
- Babette va alla guerra (Babette s'en va-t-en guerre), regia di Christian-Jaque (1959)
- La tela del ragno (The Spider's Web), regia di Godfrey Grayson (1960)
- Il dubbio (The Naked Edge), regia di Michael Anderson (1961)
- Torna a settembre Come September), regia di Robert Mulligan (1961)
- Assassinio sul treno (Murder She Said), regia di George Pollock (1961)
- L'avventuriero di re Artù (Siege of the Saxons), regia di Nathan Juran (1963)
- Il mistero della mummia (The Curse of the Mummy's Tomb), regia di Michael Carreras (1964)
- Week-end a Zuydcoote (Week-end à Zuydcoote), regia di Henri Verneuil (1964)
- Dick Carter lo sbirro (Koroshi), regia di Michael Truman (1966)
- Cowboy in Africa (Africa: Texas Style), regia di Andrew Marton (1967)
- Il giorno dei lunghi fucili (The Hunting Party), regia di Don Medford (1971)
- La strana signora della grande casa (Persecution), regia di Don Chaffey (1975)
- La parola di un fuorilegge... è legge! (Take a Hard Ride), regia di Antonio Margheriti (1975)

### Televisione
- The Errol Flynn Theatre – serie TV, episodio 1x04 (1957)
- I gialli di Edgar Wallace (The Edgar Wallace Mystery Theatre) – serie TV, episodio 1x04 (1960)
- Thriller – serie TV, episodi 1x23-2x05-2x30 (1961-1962)
- Missione segreta (Espionage) – serie TV, episodio 1x09 (1963)

## Doppiatori italiani
- Nando Gazzolo in Drango
- Cesare Barbetti in Assassinio sul treno
- Pino Locchi in Il mistero della mummia

## Opere
- Ronald Howard: In Search of My Father: A Portrait of Leslie Howard, ISBN 0-312-41161-8
- Ronald Howard (a cura di): Trivial Fond Records - Leslie Howard, ISBN 0-7183-0418-7